# Manufacture des Gobelins
La manufacture des Gobelins est une manufacture de tapisserie dont l'entrée est située au 42, avenue des Gobelins à Paris dans le 13e arrondissement. Elle est créée en avril 1601 sous l'impulsion d'Henri IV, à l'instigation de son conseiller du commerce Barthélemy de Laffemas. 
Sa galerie, rénovée à partir de la fin des années 1970 afin de retrouver sa mission d'origine d'espace d'expositions, fête son 400e anniversaire lors de sa réouverture au public le 12 mai 2007.
Son nom officiel est « Manufacture nationale des Gobelins ». Depuis 2025 elle est incluse dans l'établissement public Manufactures nationales - Sèvres & Mobilier nationalavec notamment le Mobilier national et les autres manufactures textiles : la manufacture de Beauvais (ateliers situés à Paris et à Beauvais) et la manufacture de la Savonnerie (ateliers situés à Paris et Lodève). 
Les manufactures des Gobelins, de Beauvais et de la Savonnerie sont trois hauts lieux de la tapisserie et du tapis en France auxquels sont rattachés l'atelier de Lodève (tapis) et les ateliers du Puy (dentelle aux fuseaux) et d'Alençon (dentelle à l'aiguille). Les priorités en sont l'ameublement des bâtiments de l'État et la poursuite d'une tradition, avec la conservation des techniques anciennes et le maintien d'une qualité traditionnelle appliquée aux expressions artistiques contemporaines.
La manufacture nationale des Gobelins, ainsi que les sols correspondants, font l'objet d'un classement au titre des monuments historiques par arrêté du 24 mars 1993.

## Histoire

### Les Gobelin teinturiers en écarlate du faubourg Saint-Marcel

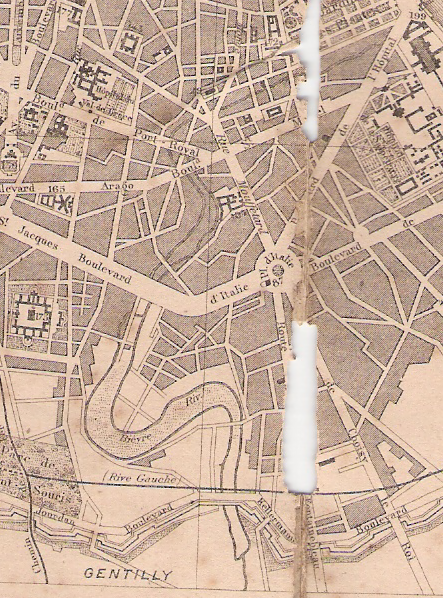
Plan de Paris en 1867 : la manufacture est située le long de la rive droite de la Bièvre.

La première mention d'un Gobelin date du mois d'août 1443, quand Jehan Gobelin, vraisemblablement originaire de Reims d'une famille qui paradoxalement ne fabriqua aucune tapisserie, prit à loyer une maison rue Mouffetard à l'enseigne du cygne et quatre ans plus tard établit sur les bords de la Bièvre, coulant en ce temps-là à ciel ouvert, un atelier de teinture. Jehan Gobelin était donc, vers le milieu du XVe siècle, un teinturier de laine réputé pour ses rouges à l'écarlate, installé près d'un moulin sur la Bièvre, dans le faubourg Saint-Marcel. Ce moulin fut nommé « Moulin des Gobelins », avec la marque du pluriel exceptionnelle placée sur le nom propre en raison du nombre déjà important à ce moment de membres de la famille de Jehan ayant adopté le métier de teinturier. Alliée aux Le Peultre et aux Canaye, celle-ci continua pendant un siècle et demi à y perfectionner l'industrie tinctoriale à tel point que la réputation des Gobelins éclipsa dès lors celle des autres teinturiers, et que la rivière comme le quartier prirent leur nom dès le XVIe siècle. Jules Guiffrey cite un Philibert Gobelin, mort avant 1510, et « en son vivant marchand teinturier d'écarlates, demeurant à Saint-Marcel-lès-Paris ». Il est le fils de Jehan Gobelin qui a fait son testament en 1476. Sa sœur, Mathurine Gobelin s'est mariée à Séverin Canaye.
Les Gobelins ont occupé l'îlot comprenant la Grande Maison décrite à la suite d'une visite faite en 1647 et le bâtiment principal appelé l'Hôtel de la Reine Blanche dans le quartier Saint-Marcel jusqu'au début du XVIIe siècle.

### La première manufacture de Marc de Comans et François de La Planche
Pour affranchir le royaume des dépenses importantes qui étaient dues à l'importation des tapisseries étrangères et éviter la sortie de cet argent du royaume, le roi Henri IV a décidé, en avril 1601, d'installer dans « une grande maison ou antiennement se faisoit teinture » Marc de Comans et François de La Planche, tapissiers flamands, le premier d'Anvers et le second d'Audenarde, associés depuis le 29 janvier 1601 pour réaliser des tapisseries façon de Flandres. En janvier 1607, Henri IV leur accorde des lettres patentes dans lesquelles il indique qu'il a fait venir les deux tapissiers flamands pour installer des manufactures de tapisserie à Paris et dans d'autres villes du royaume. Le roi veut et ordonne que Marc de Comans et François de La Planche soient considérés comme nobles, commensaux et domestiques de la maison royale et qu'ils jouissent des prérogatives, exemptions et immunités attachées à ces qualités. Un privilège exclusif leur est accordé interdisant à toute personne d'ouvrir un atelier semblable pendant 15 ans. Le roi leur assure un logement gratuit et accorde aux ouvriers qui les suivraient en France l'exemption du droit d'aubaine, la dispense des tailles, des subsides, des impositions et des gardes. Les laines, soies et autres matières qui entrent dans la composition des tapisseries terminées sont exemptées de taxes et d'impôts. De plus le roi doit payer à chacun des deux entrepreneurs 15 000 livres de pension et leur donner 100 000 livres pour les frais de première installation. Ils s'obligent à prendre 25 apprentis la première année et 20 les années suivantes, entretenus au frais de l'État, et à maintenir en activité 80 métiers, dont 60 à Paris et 20 à Amiens ou une autre ville. Mais les deux entrepreneurs restaient libres de travailler pour qui ils voulaient. Le roi se réservait d'utiliser leur art mais en leur payant ses achats comme n'importe quel client.
Pour lutter contre les tapissiers flamands, Comans a fait appel à Rubens pour fournir des cartons de tapisserie. Dans une lettre datée du 26 février 1626, Rubens se plaint de la difficulté de se faire payer ses prestations. Il s'agit probablement des 12 cartons de la tenture de l'Histoire de Constantin commandés en 1622, destinée au roi mais non commandée par lui, et qui ont été plusieurs fois copiés. Il a probablement fallu qu'il s'adresse à Richelieu,.
En 1629, Charles de Comans (ou Coomans) et Raphaël de la Planche (ou van der Plancke) - succèdent à leurs pères. Après leur démission, le roi Louis XIII leur donne la permission d'exercer séparément leur monopole le 30 juillet 1633 et Charles reste à la tête des Gobelins - suivi par ses frères Alexandre (début de 1635) et Hippolyte (en 1651) - tandis que Raphaël part s'installer dans le faubourg Saint Germain.

### Les différents ateliers de tapisserie parisiens avant la création de la manufacture
Il y a à Paris vers 1630 plusieurs ateliers de tapisserie :
- l'atelier de tapisseries de l'hôpital de la Trinité, rue Saint-Denis, dont les lettres de fondation sont enregistrées le 12 septembre 1551. Cette manufacture n'a plus qu'une existence précaire en 1635 ;
- l'atelier de la Grande galerie du Louvre, atelier de haute lisse. Maurice du Bourg (ou Dubout) qui dirigeait l'atelier de tapisseries de l'hôpital de la Trinité en 1584, dirige les ateliers de tapisseries du Louvre en 1608 avec Girard Laurent. Henri Sauval, historien de Paris, raconte qu'Henri IV a visité l'atelier de tapisseries de l'hôpital de la Trinité en 1594 et qu'il a choisi d'en établir un autre en 1597 dans les locaux de la maison professe des jésuites qui était vide. Il a choisi de la placer sous la direction de  Girard Laurent, tapissier, avec Toussaint Dubreuil comme peintre et Barthélemy Tremblay, sculpteur. Maurice du Bourg leur fut progressivement associé. Ils durent quitter la maison professe des jésuites pour la Grande galerie du Louvre au moment de leur rappel, en 1604. En 1613, Girard Laurent cède à son fils le titre de tapissier du roi. Maurice du Bourg, ou l'un de ses successeurs, a partagé avec lui le logement du Louvre jusqu'en 1650. L'atelier qui devait avoir quatre métiers montés, a dû s'arrêter vers 1657, car il livre peu après du matériel aux Gobelins. À côté de leur logement, Mazarin avait donné en 1655 un logement à Pierre Le Fevre, artisan français qui avait dirigé la manufacture de Florence. Son fils Jean est allé s'établir aux Gobelins dix ans plus tard. À proximité était aussi logé Pierre Dupont, inventeur des tapis à la façon du Levant, le fondateur de la Savonnerie, en vertu d'un brevet daté du 4 janvier 1608[13]. Les tapissiers seront ensuite employés par la manufacture des Gobelins ;
- l'atelier de la Savonnerie a été fondé par Pierre Dupont et Simon Lourdet sur la colline de Chaillot en 1627
- l'atelier du faubourg Saint-Marcel fondé par Marc de Comans et François de La Planche en avril 1601. Henri Lerambert a eu longtemps la charge de « peintre pour les tapissiers du roi ». Sa charge rendu vacante par sa mort, en 1609, un concours a été fait pour choisir son successeur parmi les peintres Guillaume Dumée, Laurent Guyot, Gabriel Honnet et Martin de Héry, fils de Claude de Héry. Dumée et Guyot ont été choisis pour se partager à égalité la charge de Lerambert et devaient fournir les patrons pour les tapissiers du roi. Guyot s'est marié avec la sœur de Dumée en 1613. Simon Vouet rappelé à Paris en 1627 a fourni des cartons de tapisserie.
- l'atelier du faubourg Saint-Germain fondé par Raphaël de La Planche, fils de François de La Planche et qui disparaîtra après la fondation de la manufacture des Gobelins.

### La Manufacture royale des Gobelins

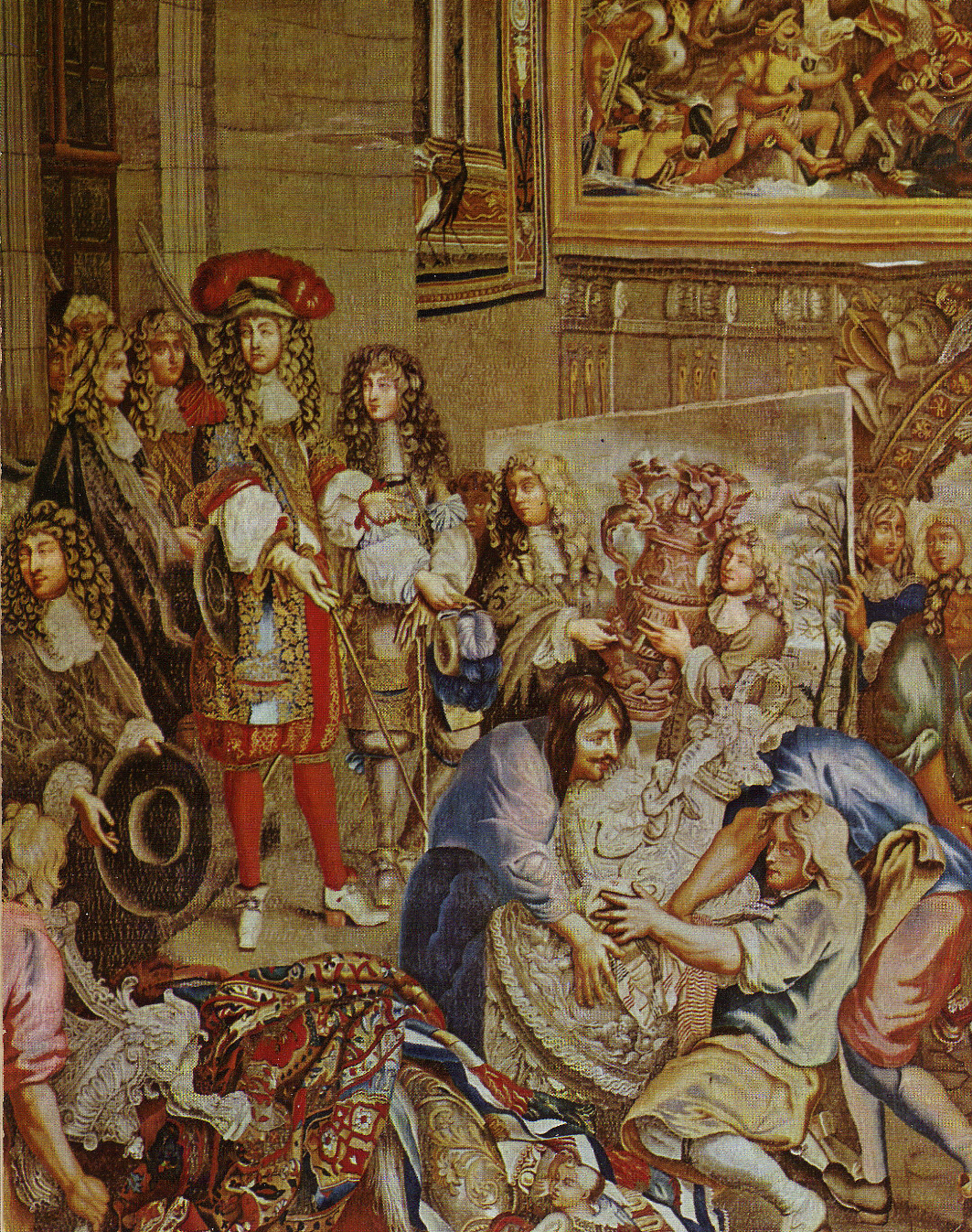
Louis XIV visitant la manufacture des Gobelins avec Colbert en 1667.

Reprenant pour le compte de Louis XIV le plan mis en œuvre par Henri IV, Colbert incite peu avant 1660 le Hollandais Jean Glucq à importer en France un nouveau procédé de teinture écarlate appelé « à la hollandaise ». Celui-ci se fixe définitivement en 1684 dans une des maisons de l'ancienne folie Gobelin qu'il achète et embellit après avoir obtenu des lettres de naturalité.
Appréciant la qualité des productions de l'enclos des Gobelins, Colbert réussit à convaincre Louis XIV de donner les moyens nécessaires au lustre censé glorifier la monarchie. Voulant donner une tout autre organisation à l'œuvre d'Henri IV, il ne renouvelle pas à Hippolyte de Comans la concession en 1661 : il emprunte afin d'acheter le 6 juin 1662 au sieur Leleu, à l'emplacement de l'ancien Clos Eudes de Saint Merry, l'hôtel des Gobelins (environ 3,5 hectares, maintes fois agrandi jusqu'en 1668) pour la somme de 40 775 livres et regrouper autour tous les ateliers parisiens ainsi que celui créé à Maincy par Nicolas Fouquet. Ainsi naît la Manufacture royale des Gobelins qui dépend du surintendant des bâtiments et est soumise par lui à l'autorité du premier peintre du Roi, Charles Le Brun, lequel, nommé officiellement en 1663, a par la suite sous ses ordres des équipes entières d'artistes « bons peintres, maîtres tapissiers en haute lisse, orfèvres, fondeurs, graveurs lapidaires et ébénistes… » Il cumule donc la direction de la Manufacture des Meubles de la Couronne.
C'est ainsi qu'incluse dans la Manufacture des Meubles de la Couronne, la Manufacture des Gobelins reçoit de l'édit royal de novembre 1667 son organisation définitive, d'importants avantages étant octroyés à ses habitants : exemption d'impôts, renoncement au droit d'aubaine, entretien des apprentis choisis. Charles Le Brun y déploie jusqu'à sa mort le 12 février 1690 une prodigieuse activité, en implantant les premiers travaux de haute lisse - 19 tentures (197 pièces) et 34 en basse lisse (286 pièces) - les œuvres de la manufacture, destinées à l'ameublement des Maisons royales et aux présents diplomatiques, acquièrent par leur magnificence une réputation internationale qui subsiste trois siècles plus tard. Différents successeurs tels Pierre Mignard et Robert de Cotte continuent et développent le dessein de Le Brun. 
En 1674, Jean Glucq épouse Marie Charlotte Jullienne, sœur d'un fabricant de drap et teinturier réputé auquel il s'associe, François Jullienne, qui possède de son côté un secret pour le bleu de roi. Jean de Jullienne, neveu de Marie Charlotte, seconde par la suite son oncle François à la direction des manufactures royales de draps fins et teintures de toutes couleurs, façon d'Angleterre, d'Espagne et de Hollande. Ces deux établissements privés, mitoyens de la Manufacture royale des Gobelins, sont réunis en 1721 par Jean de Jullienne, admis conseiller honoraire de l'Académie royale de peinture et de sculpture au premier jour de 1740 et devenu célèbre comme mécène (Watteau, Pater, Lancret, etc.), amateur et collectionneur. Sa teinturerie, souvent confondue avec l'Hôtel royal des Gobelins en raison de l'estampille royale (qu'autorisent les privilèges) dont sont pourvues ses productions, périclite vers 1804. En montrant les installations de la fabrique Jullienne, certaines des planches qui illustrent le traité de l'art de la draperie de Duhamel du Monceau sont identiques à celles de l'encyclopédie de Diderot et d'Alembert relatives aux Gobelins.
À partir du 9 décembre 1689, l'orfèvrerie royale est fondue à la Monnaie et durant cinq mois on voit détruire « ces précieux ameublements dont l'art surpassait la matière » ; des difficultés financières ralentissent les travaux puis obligent à congédier les ouvriers en avril 1694. Seuls les plus habiles artistes achèvent leurs chefs-d'œuvre, les autres s'enrôlent à la guerre après laquelle, les ateliers rouverts en janvier 1699, on ne produit plus que des tapisseries aux Gobelins, nom qu'on leur attribue dès lors.
Jules Hardouin-Mansart (1646-1708) remet en marche l'établissement en confiant la direction (jusqu'en 1782) à plusieurs architectes contrôleurs des bâtiments du Roi. Le plus célèbre est Soufflot (1713-1780). Mais dès le milieu du XVIIIe siècle, la manufacture connaît de graves difficultés financières qui vont en s'aggravant, le Trésor ne pouvant payer les commandes royales aux entrepreneurs, alors au bord de la faillite ; à cette crise financière s'ajoute une crise artistique, malgré la nomination de Jean-Baptiste Pierre, premier peintre du Roi.  
En 1665, l'atelier de teinture est officiellement organisé par Colbert ; la teinture est alors réalisée à l'aide de colorants naturels d'origine végétale (gaude, garance, indigo) ou animale (kermès, cochenille, sépia). La teinture des laines et des soies se fait maintenant exclusivement au moyen de pigments synthétiques. On teint toujours à l'écheveau mais les cuves en bois ont été remplacées par des cuves en inox.
Une tapisserie des Gobelins est offerte à Jean Baptiste de Machault d'Arnouville, ministre des finances, de la marine et garde des sceaux de Louis XV. Elle est exposée au Château de Thoiry dans le Salon de la tapisserie.

### La manufacture des Gobelins pendant la Révolution
La manufacture des Gobelins va continuer pendant la Révolution mais avec des conséquences :
- sur le personnel et la direction de la manufacture ;
- sur les commandes de tapisseries ;
- sur la conservation des tapisseries du Garde-meuble de la Couronne.

En 1789, le peintre Jean-Baptiste Marie Pierre meurt. Il est remplacé par l'architecte Charles-Axel Guillaumot. Les ouvriers sont rétribués à la journée ou à l'année au lieu d'un paiement à la tâche. Deux mesures prises ont des conséquences sur la manufacture : la suppression du séminaire où étaient formés les apprentis et de l'académie royale de peinture et de sculpture qui les formait au dessin. Cela a eu pour conséquence de faire renvoyer les trois peintres attachés à la manufacture, Clément-Louis-Marie-Anne Belle, Pierre Peyron et Joseph-Laurent Malaine (1745-1809), ainsi que le chimiste inspecteur de l'atelier de teinture. 
En 1791, la manufacture compte encore 116 tapissiers et 18 apprentis, mais violemment attaquée par les révolutionnaires la manufacture a dû réduire ses dépenses. Une réorganisation en mai 1791 évite la ruine mais le fonctionnement demeure difficile pendant la Révolution. Le ministre Roland a alors proposé d'intéresser l'industrie privée à la direction et aux travaux de la manufacture.
Guillaumot considéré comme suspect est remplacé par Michel Audran, ancien entrepreneur. Mais ce dernier est arrêté le 13 novembre 1793 et passe dix mois en prison. Il est remplacé par Augustin-Louis Belle, fils de l'ancien sur-inspecteur.
Le 30 novembre 1793, on décide de brûler au pied de l'arbre de la liberté les tapisseries montrant des symboles féodaux. Le 6 juin 1794, le comité de l'agriculture et des arts accorde un secours de 30 000 livres aux artistes et ouvriers de la manufacture. Puis un jury d'artistes nommé par le comité de salut public le 17 juillet 1794 se réunit en septembre 1794 pour faire un choix entre les cartons de tapisserie et exclure ceux qui sont incompatibles avec les mœurs républicaines. Seuls vingt cartons sont acceptés sur les 321 proposés et des tapisseries en cours de réalisation sont supprimées. Le jury a choisi :
- Zeuxis choisissant un modèle parmi les plus belles filles de la Grèce, par Vincent,
- Brutus et le Serment des Horaces, de David,
- La Liberté ou la mort !, de Regnault.

Un concours est lancé pour fournir des cartons inspirés des actes héroïques de la révolution. Le jury choisit :
- Borée et Orythie, de Vincent,
- L'Étude voulant arrêter le Temps, de Ménageot,
- L'Éducation d'Achille, de Regnault,
- La Paix ramenant l'Abondance, L'Innocence se réfugiant dans les bras de la Justice, de la citoyenne Lebrun,
- Déjanire et Nessus, du Guide ;
- Antiope, du Corrège ;
- Clio, Euterpe et Thalie, Melpomène et Polymnie, de Le Sueur.

Un arrêté du 25 septembre 1794 du Comité de l'agriculture et des arts fixe les traitements des tapissiers, mais les difficultés financières font qu'ils sont irrégulièrement payés.
Le 14 avril 1795, Michel Audran reprend la direction de la manufacture mais il meurt le 20 juin. Il est remplacé le 29 juin par Guillaumot qui réussit à rétablir la manufacture. La manufacture est alors proche de la faillite.
Les caisses de l'État sont vides, aussi, pour payer les ouvriers, on décide de vendre de vieilles tentures aux créanciers en 1796 pour 574 000 francs. Le Directoire va prendre une décision encore plus tragique pour le patrimoine de la manufacture car elle va entraîner la destruction des plus belles tapisseries du mobilier de la Couronne. Devant payer plusieurs années de salaires des fonctionnaires, en l'an V, le Directoire demande ce qu'il conviendrait de faire pour les anciennes tapisseries de l'État. L'employé chargé de la conservation prétextant que leur vente ne rapporterait pas suffisamment, il a proposé de brûler celles contenant l'or et l'argent pour récupérer le métal. Deux arrêtés pris en floréal et prairial an V ont entraîné la destruction de 16 des plus belles séries de l'ancienne collection royale, soit 114 pièces.
Après cet acte de vandalisme, on en revient à la pratique de la vente des tapisseries en l'an VII pour payer les traitements non payés depuis trois années. Guillaumot rétablit le peintre Belle dans son poste d'inspecteur et de professeur de dessin ainsi que l'école des apprentis. Il a essayé de perfectionner les métiers. 
La manufacture a participé à la première exposition de l'industrie nationale en septembre 1793. Vers 1800, les ateliers comptent environ 60 tapissiers et 18 apprentis, 2 métiers environ sont inactifs.

### La manufacture après 1804
Le règne de Napoléon donne un regain de vie, la manufacture ne travaillant plus que pour l'Empereur qui souhaite que ses productions soient « le principal ornement des Maisons Impériales ». Quatre-vingts à quatre-vingt-dix ouvriers répartis entre les ateliers de haute et basse lisse relatent alors l'épopée impériale d'après les tableaux historiques de David, Gros, Meynier, Girodet-Trioson… tout en répliquant également les portraits de l'Empereur et de sa famille. La Restauration fait reprendre les portraits de la fin du règne de Louis XVI et le Second Empire les portraits de Napoléon III et de l'Impératrice.
Entre 1824 et 1883, les expériences du chimiste Eugène Chevreul, directeur du laboratoire des teintures, permettent de réduire de moitié le nombre des couleurs qui étaient jusque-là nécessaires au lissier. Il élabore une véritable grammaire des couleurs et des lois du contraste simultané. Son cercle chromatique a défini, à partir des trois couleurs de base 72 tons et 14 400 coloris. Aujourd'hui un nouveau système appelé N.I.M.E.S. prend en compte l'apport des nouvelles technologies.

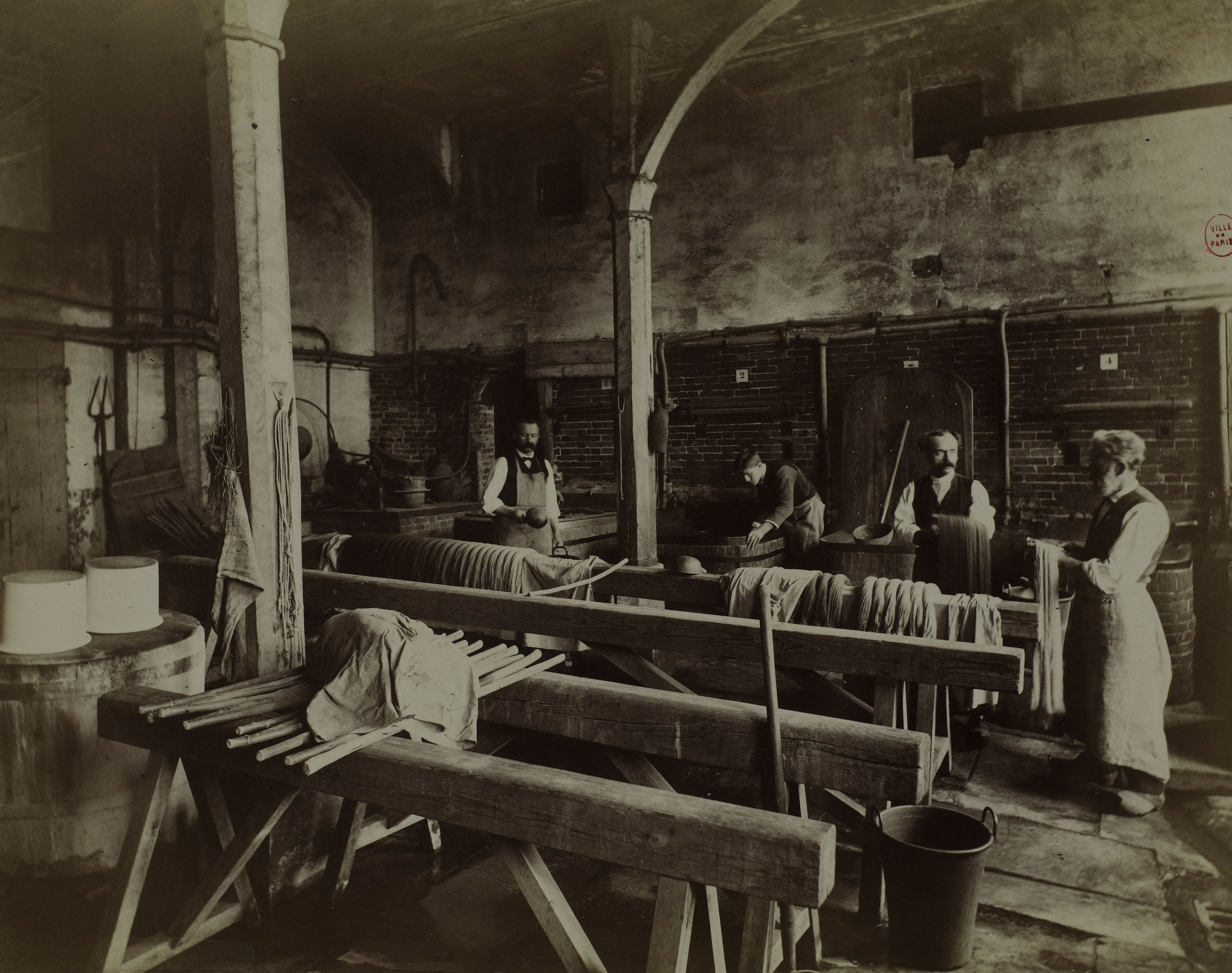
Atelier de teinture des Gobelins. Photographie prise autour de 1870 et conservée au musée Carnavalet

En 1825, les métiers de basse lisse sont envoyés à Beauvais, les tapisseries dorénavant tissées exclusivement en haute lisse. Située pendant deux siècles au pied de la colline de Chaillot, une ordonnance de Charles X du 4 mai 1825 fait s'installer, le 15 février 1826, la manufacture de la Savonnerie (ateliers de tapis) dans l'enclos des Gobelins. Une partie des bâtiments, brûlés le 23 mai 1871 lors de la Commune, est reconstruite en 1914. La manufacture expose ou est régulièrement primée lors des expositions "des produits de l'industrie" puis des expositions universelles (Paris 1889). Elle subit un incendie important (avec perte de collections) le 25 mai 1871 pendant la Semaine sanglante à la fin de la Commune.
Rattachée à l'administration du Mobilier national depuis 1937, la manufacture nationale des Gobelins tisse toujours des tapisseries pour décorer des édifices publics en faisant appel à de nombreux artistes (Paul Cézanne, Jean Arp, Fernand Léger, Alexander Calder, Jean Picart le Doux, Gaston Prunier, Yves Brayer, Sonia Delaunay, Jean Dewasne, Serge Poliakoff, Jean-Paul Riopelle, Zao Wou-Ki, Jean Lurçat, Marcel Gromaire, Joan Miró, Victor Vasarely, Eduardo Arroyo, Gérard Garouste, Louise Bourgeois, Pierre Alechinsky, Matali Crasset, Christian de Portzamparc, Raymond Hains, Roger Lersy, Claude Lagoutte, Jean Labellie, Jean-Michel Othoniel, Martine Aballéa…), témoignant ainsi des multiples possibilités d'un mode d'expression ouvert à toutes les tendances esthétiques et contemporaines.

## Galerie

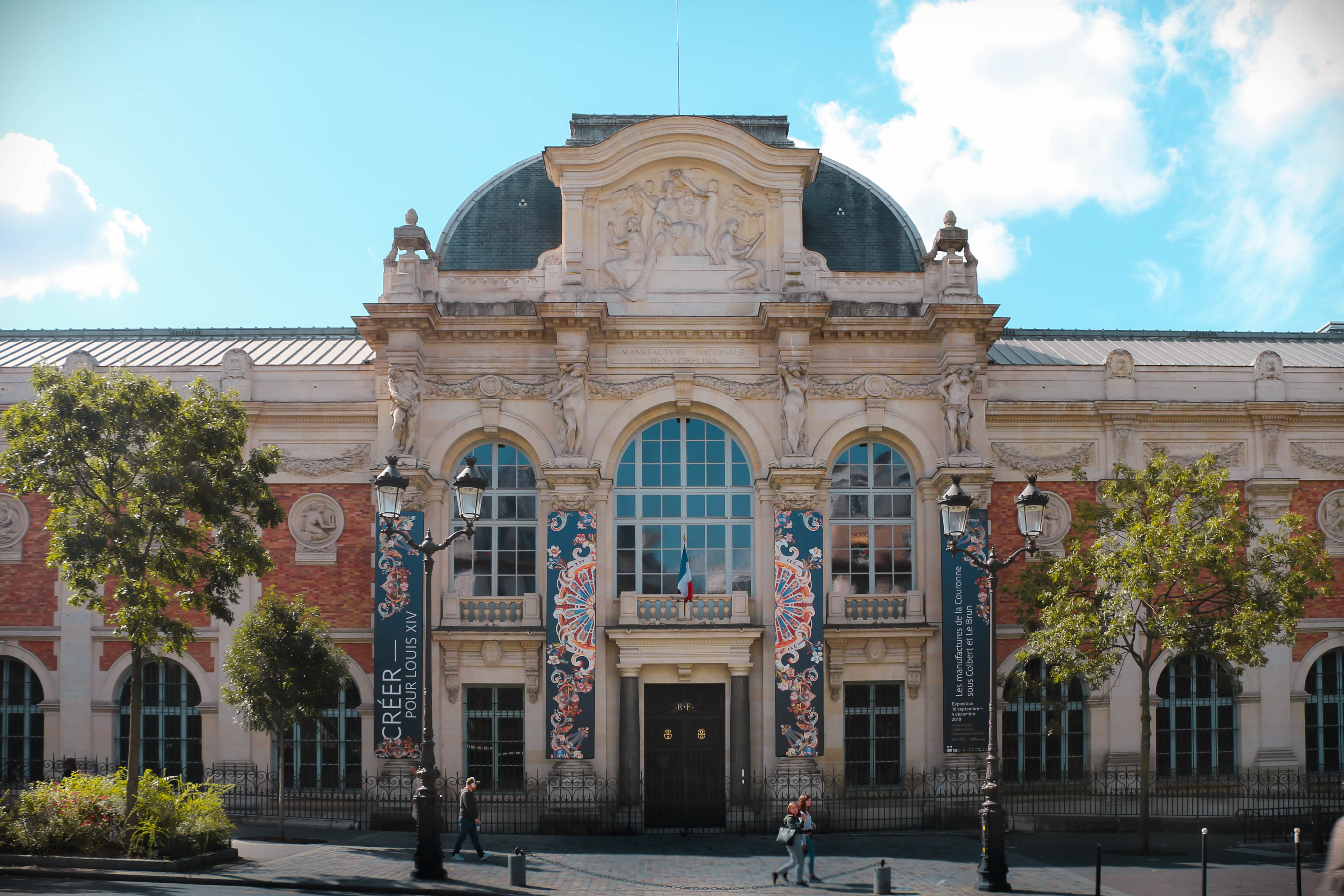
La galerie des Gobelins datant de 1914 au 42, avenue des Gobelins.
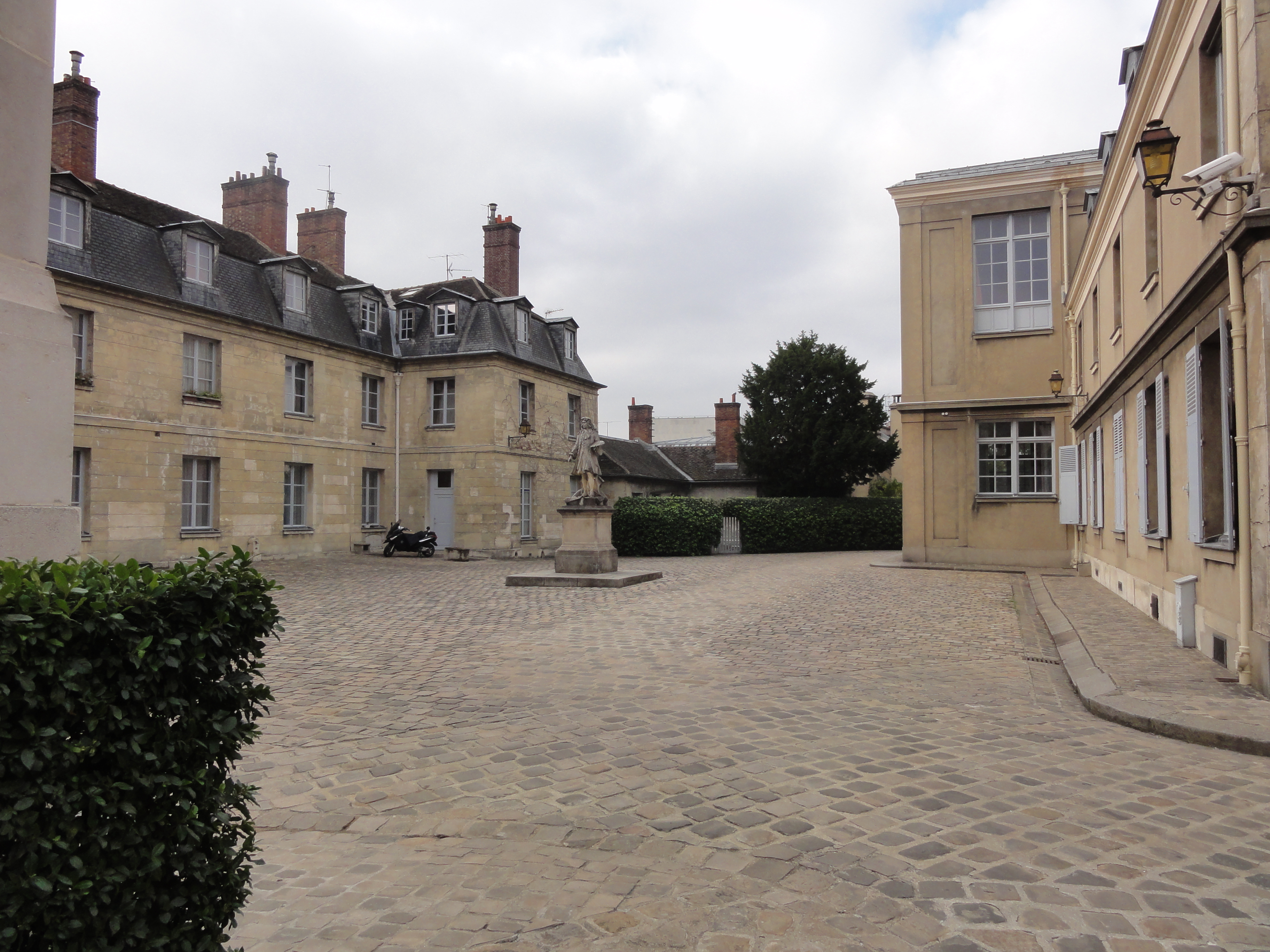
La cour d'Antin de la manufacture des Gobelins.
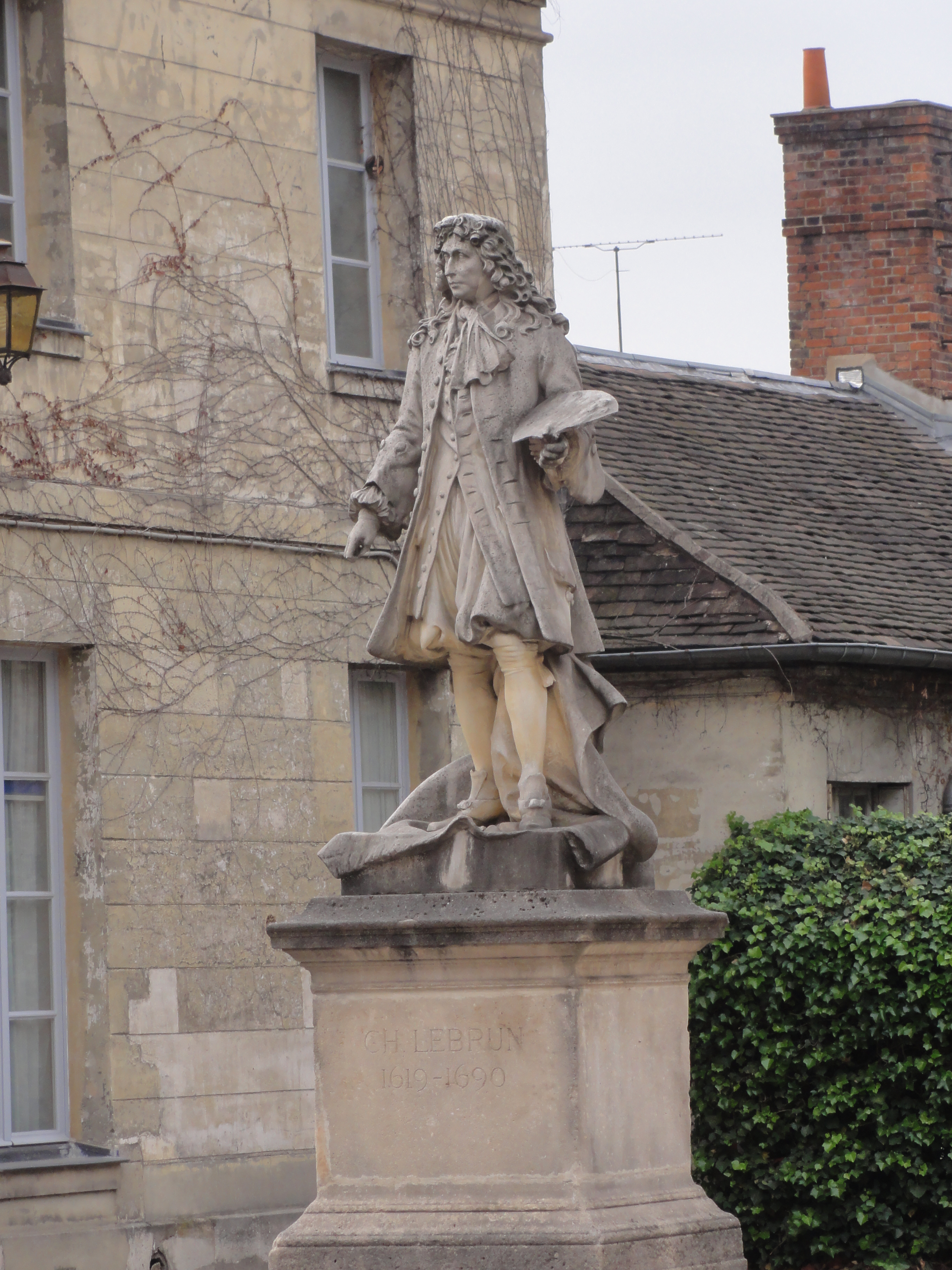
Monument à Charles Le Brun, 1907, marbre d'Henri-Louis Cordier.
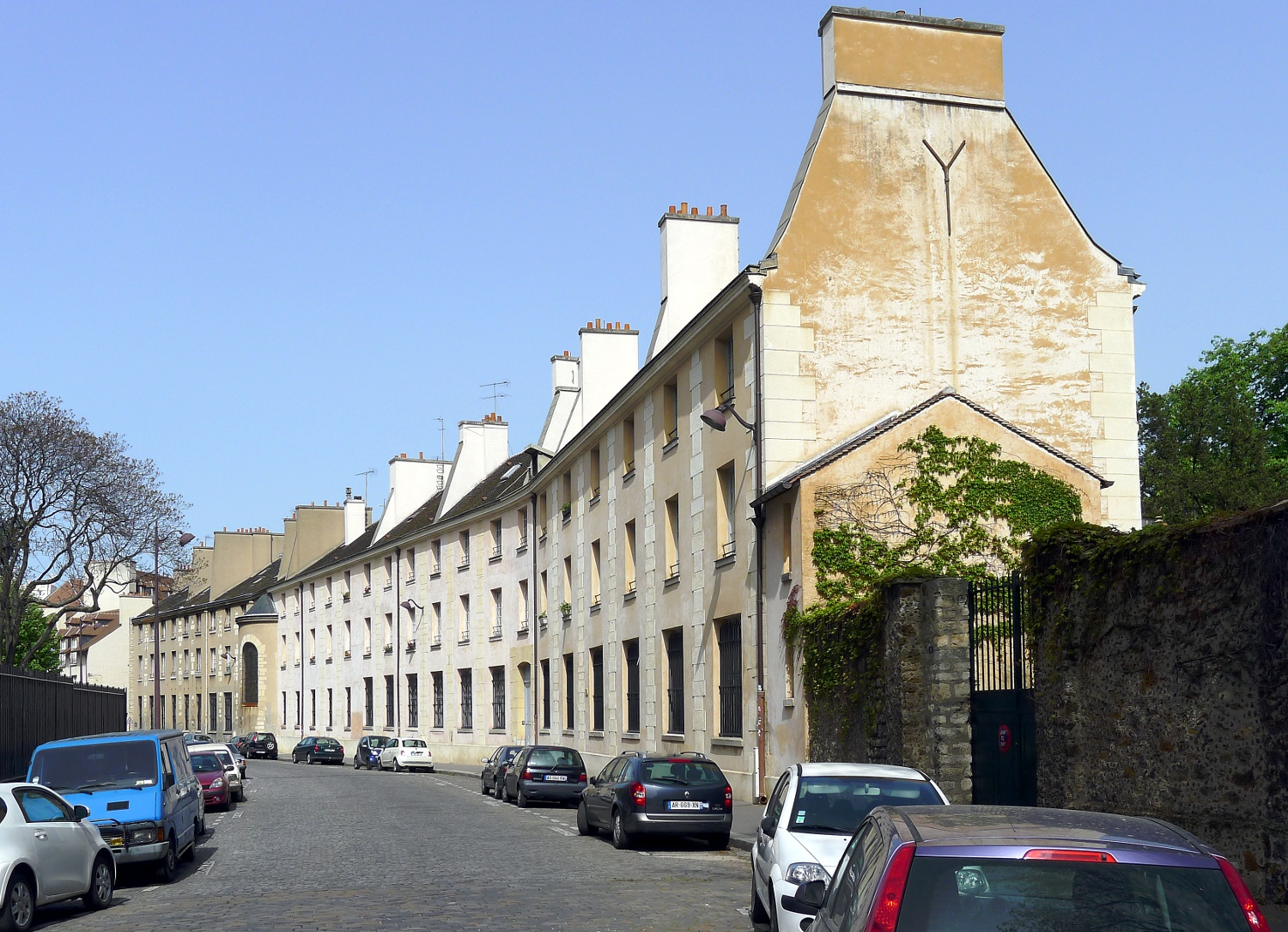
La manufacture avec la chapelle sur la rue Berbier-du-Mets.
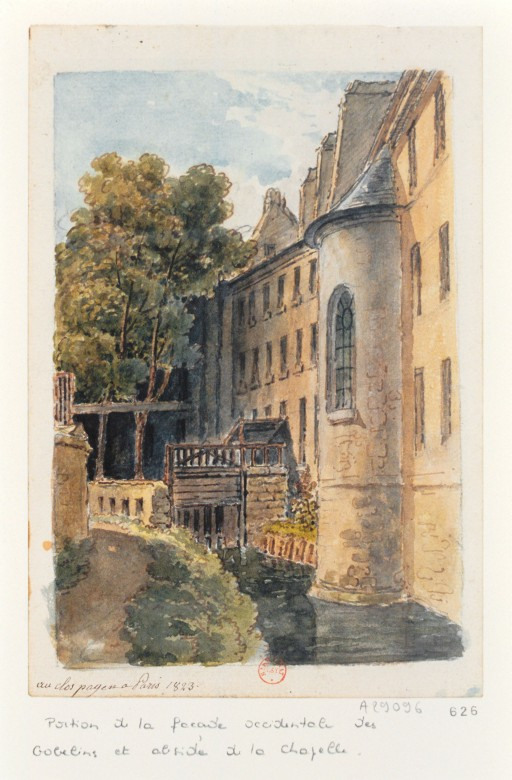
Vue de l'arrière de la chapelle Saint-Louis en 1823.
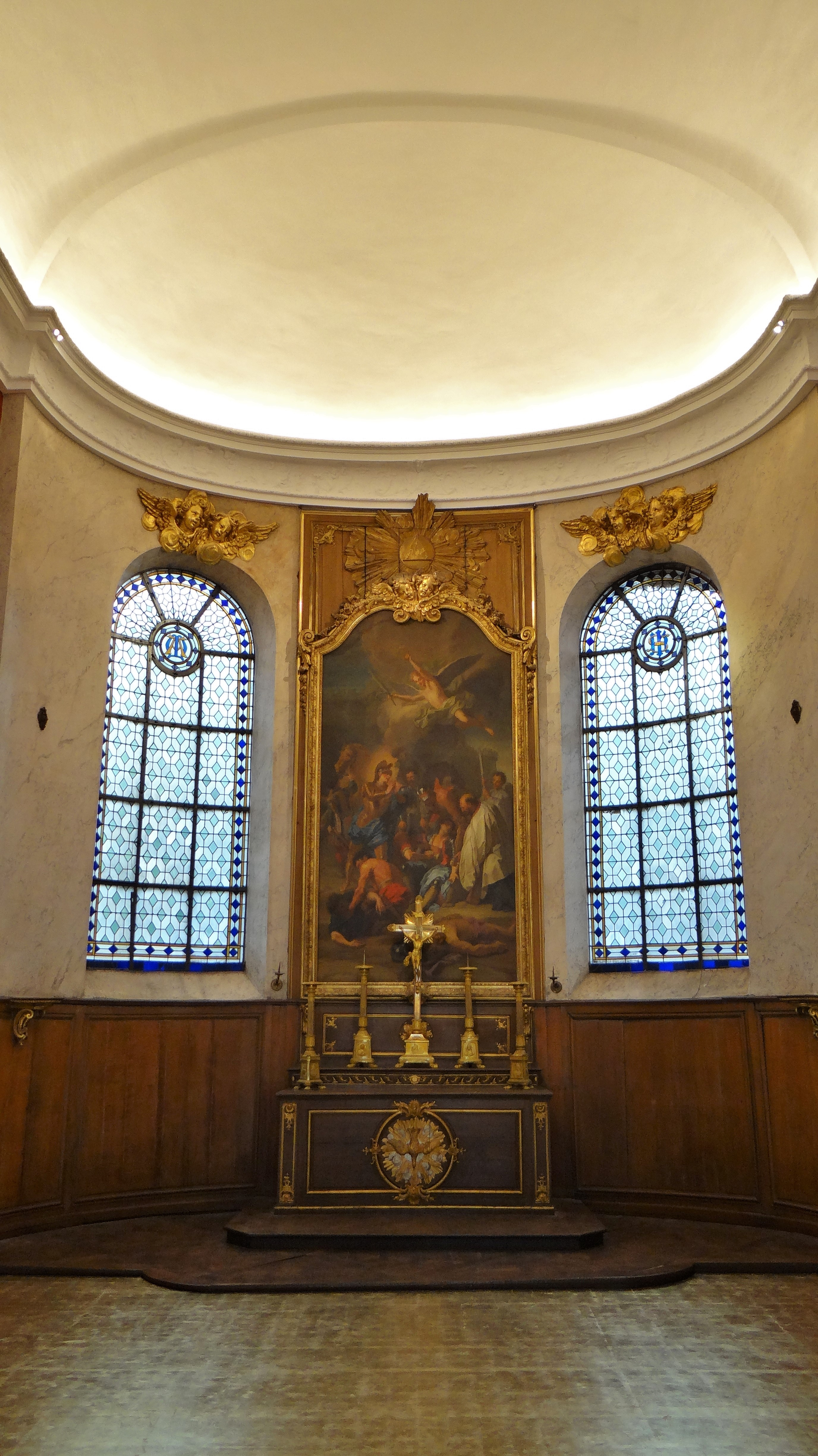
Intérieur de la chapelle Saint-Louis des Gobelins.

Dans les années 1970, alors qu'il était question de fermer l'atelier de Lodève, des personnalités politiques locales ont permis la reprise de cet atelier par l'installation des femmes de Harkis du Djebel Amour, elles-mêmes spécialistes de la tapisserie orientale. L'atelier de Lodève continue de fonctionner de nos jours.

## Galerie des Gobelins

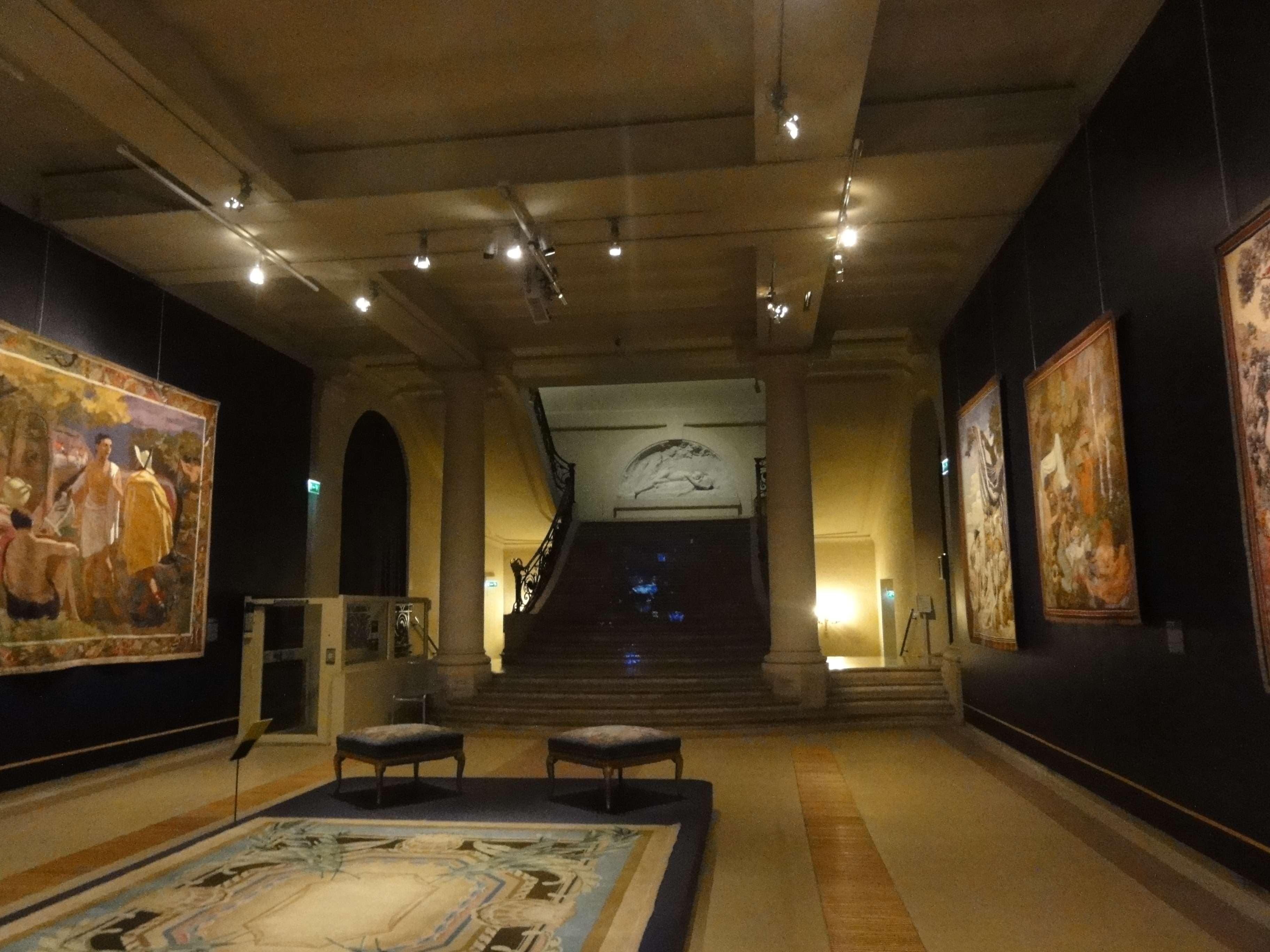
L'escalier de la manufacture.

À l'initiative d'Arnauld Brejon de Lavergnée, la Galerie des Gobelins a rouvert ses portes en 2007 comme lieu d'exposition des collections du Mobilier national pour fêter les 400 ans de la création de la manufacture des Gobelins par Henri IV,.
| Expositions à la galerie des Gobelins | Expositions à la galerie des Gobelins |
| Année                                 | Titre de l'exposition |
| ------------------------------------- | --- |
| 2007                                  | Les Gobelins 1607-2007, Trésors dévoilés, quatre siècles de création |
| 2008                                  | Pierre Paulin : le design au pouvoir |
| 2009                                  | La collection de tapisseries de Louis XIV |
| 2010                                  | L'heure, le feu, la lumière. Bronzes du Garde-Meuble impérial et royal (1800-1870) |
| 2011                                  | L'Éclat de la Renaissance italienne. Tissages d'après Raphaël, Giovanni da Udine, Jules Romain                                                                                                  |
| 2012                                  | Nicolas Poussin et Moïse, histoires tissées. Carte blanche à Yan Pei-Ming. Carte blanche à Pierre Buraglio                                                                                      |
| 2013                                  | Gobelins par Nature. Éloge de la Verdure - XVIe – XXIe siècle |
| 2014                                  | Les Gobelins au siècle des Lumières. Un âge d'or de la Manufacture royale. À tables avec le Mobilier national ! Un demi-siècle (1964-2014) d'existence de l'Atelier de Recherche et de Création |
| 2015                                  | L'esprit et la main. Héritage et savoir-faire des ateliers du Mobilier national. Le Bivouac de Napoléon. Luxe et ingéniosité en campagne                                                        |
| 2016                                  | Jean Lurçat (1892-1966). Au seul bruit du soleil |
| 2017                                  | Sièges en société. Du Roi-Soleil à Marianne (du 24 avril au 22 octobre) |
| 2018                                  | Au fil du siècle, 1918-2018, Chefs-d'œuvre de la tapisserie (du 10 avril au 4 novembre) |

## Artistes et personnel

### Artistes célèbres de la manufacture
(par date de mort)
- Charles Le Brun, peintre du roi
- François Bonnemer (1638-Gobelins, 1689), peintre, dessinateur et graveur
- Baudrin Yvart (mort le 14 décembre 1690 aux Gobelins), peintre ordinaire du roi, peintre d'histoire aux Gobelins,
- Sauveur Le Conte (1659-1694), surnommé « Le Conte, peintre des batailles aux Gobelins »
- Gérard Edelinck (Anvers, 20 octobre 1640 - Paris, 2-3 avril 1707), graveur, professeur aux Gobelins, décédé aux Gobelins  (Eugène Piot, Le cabinet de l'amateur et de l'antiquaire revue des tableaux, 1863)
- René Antoine Houasse (1645-1710)
- Charles Le Mire, (mort en 1680) peintre du roi demeurant aux Gobelins
- Guillaume Anguier, mort le 18 juin 1708 à l'hôtel des Gobelins, peintre ordinaire du roi, à 80 ans (Eugène Piot, Le cabinet de l'amateur et de l'antiquaire revue des tableaux, 1863, p. 155), frère de François Anguier et de Michel Anguier.
- Michel Corneille le Jeune, dit Corneille des Gobelins (1642 - mort aux Gobelins en 1708), peintre, graveur aquafortiste
- Sébastien Leclerc (1637-1714)
- Philippe Caffieri père  (1634–1716), sculpteur
- Antoine Coysevox, sculpteur ordinaire du roi de la maison royale des Gobelins, 1670-1720 [Eugène Piot, Le cabinet de l'amateur et de l'antiquaire revue des tableaux, 1863, p. 200]
- Joseph Yvart (1649-1728)
- Jacques (s.d.), auteur du recueil Vases nouveaux composés par M. Jacque, peintre et dessinateur en la manufacture royale des Gobelins, Paris, Chez Daumont, rue St Martin, près St Julien.
- Jean-Baptiste Martin, dit Martin des Gobelins (1659-1735), peintre du roi et directeur de la manufacture des Gobelins, spécialisé dans les scènes de bataille
- Gabriel Audran (1659-1740), peintre, sculpteur, décédé à l'hôtel royal des Gobelins chez son frère, graveur ordinaire du Roy, pensionnaire de Sa Majesté
- Boel ou Boul, peintre ordinaire du roi, décédé le 3 septembre 1673 aux Gobelins (Eugène Piot, Le cabinet de l'amateur et de l'antiquaire revue des tableaux, 1863)
- Claude et François de Villers, orfèvre ordinaire du roi, ancien garde de l'orfèvrerie, décédé le 3 septembre 1678 (Eugène Piot, Le cabinet de l'amateur et de l'antiquaire revue des tableaux, 1863, p. 188)
- Jacques Caffieri (né aux Gobelins en 1678-Paris, 1755), sculpteur, fondeur, ciseleur du roi
- Pierre-Salomon Domenchin de Chavanne (1673–mort le 13/24 décembre 1744, à l'hôtel royal des Gobelins), peintre ordinaire du roi, de son académie royale, aux Gobelins, décédé aux Gobelins (Eugène Piot, Le cabinet de l'amateur et de l'antiquaire revue des tableaux, 1863, p. 156)
- Charles Parrocel (1688-mort aux Gobelins en 1752), peintre et graveur de batailles
- Jean Audran, graveur (décédé aux Gobelins le 17 juin 1756), Eugène Piot, Le cabinet de l'amateur et de l'antiquaire revue des tableaux, 1863, p. 156
- Jacques Chereau, graveur en taille douce, aux Gobelins (Eugène Piot, Le cabinet de l'amateur et de l'antiquaire revue des tableaux, 1863)
- Sébastien Leclerc fils (1676-1763), peintre du roi, professeur d'histoire, de perspective et de géométrie, né et mort aux Gobelins
- Antoine Boizot (1702-1782), peintre et dessinateur en titre de la manufacture des Gobelins,
- Pierre Lenfant (1704-mort aux Gobelins en 1787), peintre
- Clément-Louis-Marie-Anne Belle (16 novembre 1722-30 décembre 1806), peintre, professeur de dessin  de la manufacture impériale de dessin, et y demeurant [Eugène Piot, Le cabinet de l'amateur et de l'antiquaire revue des tableaux, 1863]

(dates à préciser)
- François Francart, peintre du roi
- Jean-Baptiste Tuby (1635-1700), sculpteur, pensionnaire du roi aux Gobelins
- Jacques Prou I, menuisier ordinaire du roi logé aux Gobelins,
- Jean-Baptiste Pineau, sculpteur du roi, demeurant aux Gobelins. Source : Eugène Piot, Le cabinet de l'amateur et de l'antiquaire revue des tableaux et des estampes anciennes, des objets d'art, d'antiquité et de curiosité, 1863, no 25, p. 163

### Liste des administrateurs / directeurs de la manufacture
- 1663-1690 : Charles Le Brun, premier peintre du roi
- 1690-1695 : Pierre Mignard, premier peintre du roi
- 1699-1709 : Robert de Cotte, architecte
- 1709-1747 : Jules Robert de Cotte, fils du précédent, architecte
- 1747-1755 : Jean-Charles Garnier d'Isle, architecte
- 1755-1780 : Jacques-Germain Soufflot, architecte
- 1781-1789 : Jean-Baptiste Marie Pierre, premier peintre du roi
- 1789-1792 : Charles-Axel Guillaumot, architecte
- 1792-1793 : Michel Audran, ancien chef d'atelier
- 1793-1795 : Augustin-Louis Belle, peintre
- 1795 : Audran (réintégré)
- 1795-1807 : Guillaumot , architecte (réintégré)
- 1807-1811 : Prosper-Hector Chanal, chef de division au ministère de l'intérieur, directeur par intérim à la mort de Guillaumot
- 1811-1816 : Anicet Charles Gabriel Lemonnier, peintre, administrateur  (Almanach impérial 1812,, 1816 )
- 1816-1833 : Le baron des Rotours,, ancien officier d'artillerie (Almanach royal, 1829,  )
- 1833-1848 : Gaspard Lavocat, administrateur (Almanach royal 1841,  ); directeur (Almanach royal 1847,  )
- 1848-1850 : Pierre-Adolphe Badin (1805-1876), peintre, administrateur des manufactures des Gobelins et de Beauvais
- 1850-1860 : Adrien-Léon Lacordaire parfois appelé par erreur Antoine-Louis Lacordaire[18], architecte et ingénieur, administrateur de la manufacture des Gobelins
- 1860-1870 : Pierre-Adolphe Badin, de nouveau administrateur des manufactures des Gobelins et de Beauvais, puis son fils, Jules Badin (1843-1919), lui a succédé à la manufacture de Beauvais (Almanach impérial 1868,  )
- Michel-Eugène Chevreul fait l'intérim de quelques mois
- 1871-1885 : Alfred Darcel
- 1885-1893 : Édouard Gerspach (1833-1906), administrateur en place en 1892
- 1893-1908 : Jules Guiffrey, administrateur nommé en 1893 (encore présent en 1900, cf. Almanach national 1900, )[19]

- 1908-1926 : Gustave Geffroy (1855-1926), administrateur. Une rue touchant la manufacture, dans le 13e arrondissement porte son nom
- 1926-1932: Eugène Planès,
- 1932-1936 : François Carnot,
- À compter de cette date, voir la liste des administrateurs du Mobilier national et des manufactures nationales (Gobelins, Beauvais, Savonnerie).

### Liste des professeurs de dessin
- François Henri Mulard (Charles Gabet, Dictionnaires des artistes de l'école française au XIXe siècle, 1831,  )
- Clément-Louis-Marie-Anne Belle ("Belle" signalé dans les Almanach impérial 1812,  ; 1816,  )
- Louis-François Cassas, peintre et architecte (Almanach royal 1826, 1827,  )
- Abel-François Lucas, portraitiste et pastelliste, de 1843 à 1871 (Voir : Notice historique sur les manufactures impériales de tapisseries des Gobelins et de tapis de la Savonnerie: précédée du catalogue des tapisseries qui y sont exposées, manufacture des Gobelins, 1855,  p. 118, 144)
- Diogène Maillart, de 1871 à 1921 (professeur adjoint Léon Tourny à partir de 1871)

- Antoine Bourdelle (1920-1927)
- Émile Beaume, grand prix de Rome, de 1927 à 1932, en remplacement de Bourdelle
- Philippe Borderieux, de septembre 2013 à juin 2018
- Karine Rapinat, depuis le 01/09/2018

### Liste des directeurs des teintures
- Roard, directeur des teintures  (Almanach impérial 1812,  ; 1816,  )
- Michel-Eugène Chevreul (Almanach royal 1827,   ; 1829  )
- Charles-Ernest Guignet (1854-1870)

### Liste des chefs d'ateliers, entrepreneurs de la manufacture
Toutes les tapisseries portaient sous l'Ancien Régime, sur la lisière, ou  sur le champ de la composition, le nom du chef d'atelier qui les avait exécutées. Ainsi, connaissant les noms et la durée de la vie active de tous les entrepreneurs qui ont dirigé les ateliers des Gobelins, il est toujours possible de déterminer l'origine d'une pièce quelconque de tapisserie exécutée dans celte manufacture, et l'époque approximative de sa fabrication. La liste d'après l'ouvrage de Lacordaire en 1855 est la suivante : 
- Jean Jans (haute lisse) 1662-1668
- Henri Laurent (haute lisse)  1663-1670
- Lefebvre , père (haute lisse)   1663-1700
- Jean de la Croix (Basse lisse)   1663-1712
- Jean-Baptiste Mosin (Basse lisse) 1663-1693
- Jean Jans , fils (haute lisse) 1668-1623
- Dominique de la Croix , fils (basse lisse)  1693-L737
- Souette (basse lisse.) 1693-1724
- Jean de la Fraye (basse lisse.) 1693-1729
- Lefebvre , fils (haute lisse.) 1697-1736
- Étienne le Blond (basse lisse.) 1701-1727
- Louis Ovis de la Tour (haute lisse.) 1703-1734
- Jean-Jacques Jans (haute lisse.) 1723-1731
- Étienne-Claude le Blond (basse lisse.) 1727-1751
- Mathieu Monmerqué (en basse lisse, de 1730 à 1736 ; en haute lisse, de 1736 à 1749. ). 1730-1749
- Michel Audran (haute lisse) 1733-1771
- Cozette (en basse lisse, de 1736 à 1749; en haute lisse, de 1749 à 1788.). 1736-1788
- Jacques Neilson (basse lisse.) 1749-1788
- Daniel-Marie Neilson, fils (2). (Basse lisse. ) 1775-1779
- Audran , fils (3). (haute lisse. ) 1772-1792
- Charles Cozette , fils (4). (haute lisse.) 1788-1792

## Visites officielles de la manufacture par les chefs d'État
Fleuron de la production française, la manufacture fait partie de lieux visités et montrés aux dirigeants, rois, ambassadeurs lors de leurs séjours en France sous l'Ancien Régime (ceci permettant aussi de favoriser des commandes royales étrangères et étant l'occasion de leur faire des présents diplomatiques). La tradition perdure par la suite. Pour citer quelques-unes de ces visites : 
- 1665, Le Bernin (É. Gerspach, La manufacture nationale des Gobelins, p. 204,  )
- 1667 : Louis XIV aux Gobelins (il en existe 2 représentations tissées, Mobilier national)
- 15 juin 1717 : le tsar Pierre Ier le Grand (récit dans le Mercure historique et politique, juillet 1717,  , p. 65)
- 1721 : Yirmisekiz Mehmed Efendi,  ambassadeur extraordinaire de la Sublime Porte ottomane à la Cour de France à la manufacture des Gobelins et de Saint-Gobain (Yirmisekiz Çelebi Mehmed Efendi, Relation de l'ambassade de Mehemet-Effendi à la cour de France en MDXXII, écrite par lui-même et traduite du Turc, à Constantinople et Paris, chez Ganeau 1757 : , p. 164)
- 12 mars 1742 : visite de Saïd Mehemet Pacha Beylerbeylik de Roumélie, ambassadeur extraordinaire de la Sublime Porte ottomane à la Cour de France à la manufacture des Gobelins et de la Savonnerie (Mercure de France, juin 1942, p. 984 : )
- 1777, Joseph II d'Autriche (La manufacture nationale des Gobelins, p. 111,  ; Alexandre-Jacques Du Coudray, Anecdotes intéressantes et historiques de l'illustre voyageur, 1777 )
- En 1779, 14  visites notables : le marquis de Brancas, l'ambassadeur de Portugal, deux compagnies d'Anglais, l'envoyé du Danemark, la duchesse d'Uzès, la duchesse de Bourbon, le duc de Brancas, une compagnie de Hollandais, l'ambassadeur de Venise, une compagnie d'Américains, la marquise de Tessé (É. Gerspach, La manufacture nationale des Gobelins, p. 123,  ).
- 10 janvier 1805 : le pape Pie VII (à l'occasion du séjour du sacre de Napoléon)
- 1867 : l'empereur d'Autriche François-Joseph Ier d'Autriche (L'Illustration, 9 novembre 1867, p. 294)